# Christian Wilhelm von Campe
Christian Wilhelm von Campe (auch: Campen, * 31. Mai 1668 in Poggenhagen; † 24. Mai 1747 in Hannover) war ein kurfürstlich braunschweigisch-lüneburgischer General en chef.

## Herkunft
Er entstammt dem Braunschweiger Geschlecht von Campe. Sein Vater war Friedrich von Campe (* 1612; † 27. Januar 1683). Seine Mutter war Amalie Dorothea Drostin von Groten zu Egersdorf, geborene von Stolzenberg (* 1643; † 4. Mai 1728).

## Leben
Im Jahr 1687 trat er in Braunschweiger Dienste. Dort wurde er 1698 Hauptmann im Regiment Gohr. 1711 erhielt er das Regiment Hodenberg. Dort wurde er 1719 zum Brigadier ernannt, 1725 zum Generalmajor und 1735 auch noch Generalleutnant. Im Jahr 1742 wurde er zum General en chef der Armee befördert. Er starb am 24. Mai 1747 in Hannover.
1704 renovierte er in Poggenhagen das Gut Harms. 1717 stifteten er und seine Frau den Neubau der St.-Thomas-Kirche in Bordenau. Beide wurden dort auch beigesetzt.

## Familie
Er war mit Anna Luise von Hammerstein (* 1688; † 26. Januar 1759) verheiratet. Das Paar hatte mehrere Kinder, darunter:
- Christoph Friedrich (1710–1739)
- Clamor Wilhelm (* 17. Juni 1712; † 30. Juni 1739), Hauptmann, starb an seinen Verletzungen aus der Schlacht bei Grocka
- Friedrich August (* 11. August 1713; † 15. Mai 1765), Major
- Christian Werner († 1714)
- Melusine Sophie (* 1714; † 1792) ⚭ Georg Reinhard Langwerth von Simmern (* 26. Februar 1713; † 3. Mai 1778), Eltern von Ernst Eberhard Cuno Langwerth von Simmern
- Georg Philipp (1721–1786)
- Amalie Charlotte († 1722)
- Ludwig Ernst († 1725)